# Brixia buruana
Brixia buruana är en insektsart som beskrevs av Schmidt 1926. Brixia buruana ingår i släktet Brixia och familjen kilstritar. Inga underarter finns listade i Catalogue of Life.